# Obec s pověřeným obecním úřadem
Pověřený obecní úřad je obecní úřad, který v rámci přenesené působnosti vykonává na svém území státní správu v rozsahu přiznaném „obcím s pověřeným obecním úřadem“. Obvykle tuto státní správu vykonává také pro ostatní obce v okolí. Obec s pověřeným obecním úřadem se někdy označuje jako obec II. typu nebo obec II. stupně (obcí I. stupně je každá obec, obcí III. stupně obec s rozšířenou působností).
Pověřený obecní úřad rozhoduje v prvním stupni ve správním řízení o právech a právem stanovených povinnostech fyzických a právnických osob, pokud zákon nestanoví jinak.
Některé z pověřených obecních úřadů jsou zároveň i obecními úřady obcí s rozšířenou působností, z čehož vyplývají další působnosti státní správy.
Většina obcí s pověřeným obecním úřadem jsou městy, výjimkami jsou dva městysy (Křivoklát a Vranov nad Dyjí) a sedm obcí (Hlubočky, Horní Lideč, Kamenice, Libouchec, Osoblaha, Velká nad Veličkou, Velké Březno).

## Správní působnost
Typickými působnostmi specifickými pro pověřené obecní úřady jsou působnost matričního úřadu a působnost stavebního úřadu.